# Armitage III
Armitage III (japanisch アミテージ・ザ・サード Amitēji za sādo, englisch Armitage The Third) ist ein dystopischer Anime des Science-Fiction-Genres. Neben der OVA-Version gibt es eine englische Kinofassung von 1997 mit dem Namenszusatz Poly Matrix. Außerdem existiert ein Nachfolger mit dem Titel Armitage III – Dual Matrix, der auf Ereignisse einige Jahre später eingeht.

## Handlung
Der Mars ist seit langem besiedelt und politisch stehen Erde und Mars kurz vor einem Freundschaftspakt und interplanetarer Zusammenarbeit.
In dieser Zeit werden auf dem Mars mehrere Androiden, allesamt weiblich, zerstört, und so begeben sich der frisch eingetroffene Polizist Ross Sylibus und seine junge Partnerin Naomi Armitage auf die Spur des Mörders.
Bei ihren Ermittlungen kommen sie einer Verschwörung auf die Spur, in die auch Armitage und ihr Vater verwickelt sind. Die Zusammenarbeit zwischen Erde und Mars kommt nur zustande, wenn die Marsregierung sich seiner zu menschlichen und dadurch ethisch nicht tragbaren Androiden der dritten Generation entledigen kann.
Im Verlauf der Handlung ändert Ross seine zuerst feindliche Einstellung gegenüber den Androiden, nicht zuletzt deshalb, weil er durch mehrere Verletzungen selbst etliche mechanische Ersatzteile im Körper hat und sich herausstellt, dass auch Armitage ein Third ist. Ihr einziger Weg, um die Wahrheit um die Morde unter staatlicher Beteiligung aufzudecken, ist die Illegalität, so dass sie am Ende nicht mehr mit der Hilfe ihrer Kollegen rechnen können und sich auf eigene Faust gegen das System stellen, um Armitage zu retten.

## Synchronisation
| Rolle           | japanischer Sprecher (Seiyū) |
| --------------- | ---------------------------- |
| Naomi Armitage  | Hiroko Kasahara              |
| Ross Sylibus    | Yasunori Masutani            |
| Rene D'Anclaude | Ryūsei Nakao                 |
| Julian Moore    | Megumi Ogata                 |